# La peccatrice senza peccato
La peccatrice senza peccato è un film muto del 1922 diretto da Augusto Genina.

## Argomento
Prima di sposarsi, una giovane donna concepisce un bambino con un uomo che non può sposarla. La sua posizione sociale e il suo rifiuto di confessare il suo peccato mettono la donna in una posizione insopportabile di fronte al marito, soprattutto quando il figlio, già adulto, comincia a destare sospetti dovuti all'assiduità con cui tratta la madre, ancora giovane e bella.